# Batalla de La Victoria
La batalla de La Victoria (12 de febrero de 1814) fue un enfrentamiento militar de la guerra de independencia de Venezuela, en la que fuerzas realistas al mando de Francisco Tomás Morales fueron vencidas por las republicanas de José Félix Ribas.

## Antecedentes de la Batalla de la Victoria
Gravemente herido en la pierna durante la Primera Batalla de La Puerta (3 de febrero), el comandante José Tomás Boves había dejado las tropas realistas a las órdenes de su segundo, Francisco Tomás Morales, quien tenía la misión de tomar La Victoria. Su plan era aislar a Simón Bolívar, que estaba en Valencia y Caracas, cuya defensa dirigía el general José Félix Ribas, que ejercía el cargo de Gobernador militar de la misma.
Ante la escasez de soldados de línea, que incluían al batallón La Guaira del coronel Ramón Ayala, el general debe armar a ochocientos estudiantes de colegios y seminarios de la capital, incluyendo a 85 del Seminario de Santa Rosa de Lima, de Caracas, o de la Universidad Real de Caracas. Muchas madres se opusieron de forma natural, sus hijos tenían entre 12 y 20 años y eran inexpertos en la guerra, siendo probable que murieran pronto en combate. Antes de entrar en batalla, el general Ribas arengó a los adolescentes que lo acompañaban:

Soldados: Lo que tanto hemos deseado se realizará hoy: he ahí a Boves. Cinco veces mayor es el ejército que trae a combatirnos; pero aún me parece escaso para disputarnos la victoria. Defendéis del furor de los tiranos la vida de vuestros hijos, el honor de vuestras esposas, el suelo de la patria; mostrales vuestra omnipotencia. En esta jornada que será memorable, ni aun podemos optar entre vencer o morir: ¡necesario es vencer! ¡Viva la República!

## Batalla de la Victoria
Morales llegó con sus tropas a las 7:00 horas del día 12 de febrero, por el camino de San mateo , cruzando el río Aragua, que corría de norte a sur al oeste de la ciudad. Dividió sus fuerzas en tres columnasː una intentó entrar en la ciudad por el camino principal de San Mateo, mientras las otras dos flanqueaban las posiciones republicanas, tomando El Calvario (al norte de la población) y El Pantanero (al sur). Nueve asaltos realizaron los monárquicos y siempre fueron rechazados por el fuego de fusiles y artillería. Sin embargo, los republicanos estaban arrinconados en la Plaza Mayor. Ribas hizo prodigios de valor, le mataron tres caballos y varios de sus mejores oficiales murieron junto a él. A las 17:00, se observó una polvareda que anunciaba la llegada de refuerzos republicanos, específicamente, un cuerpo de caballería de doscientos veinte jinetes desde La Cabrera, por el camino de San Mateo al mando del coronel Vicente Campo Elías, que atacan por la retaguardia al centro realista y rompen el cerco. Ribas manda a 150 soldados del coronel Mariano Montilla a atacar para ayudar a su entrada a Campo Elías, lo cual hizo y abriéndose paso por entre las filas enemigas facilitó el paso de sus jinetes. Con los refuerzos, lanzan un último contraataque que permitió retomar las posiciones que ocupaba el enemigo y decidir la victoria en favor de la causa patriota, después de 9 horas de reñido combate. Morales y los suyos escapan asustados por las montañas en dirección al Pao de Zárate, perseguido por la caballería patriota. El campo de batalla quedó regado de cadáveres, incluido el valerosísimo merideño Luis María Rivas Dávila, que había conquistado para el escuadrón que mandaba el nombre de "Invencible".
Al caer la noche, Ribas hace regresar a sus tropas estableciéndose honrosamente la victoria de la batalla del 12 de febrero de 1814. Días después, a su regreso a Caracas, el general José Félix Ribas es recibido por el pueblo entusiasmado y entre aclamaciones lo apellida el "Invencible". A consecuencia de esta batalla, fracasa momentáneamente el intento realista de cortar las comunicaciones entre Caracas y Valencia. Posteriormente es declarado el "Día de la Juventud".

## Consecuencias
Los realistas no estaban vencidos y con Boves recuperado de sus heridas, pondrían sitio a Bolívar en San Mateo pocos días después. De los seminaristas, para marzo solo quedaban vivos seis y para julio apenas uno. Debido a las levas de jóvenes, muchas regiones de Venezuela se quedaron sin sacerdotes por años.
El 12 de febrero de 1947, la Asamblea Constituyente decretó celebrar cada aniversario de la batalla como el Día de la Juventud, en honor a aquellos jóvenes que con su sacrificio en defensa de la patria, ofrendaron su vida por la Independencia del país. En la plaza principal de La Victoria, hoy llamada Plaza José Félix Ribas, se colocó un monumento, esculpido por Eloy Palacios, inaugurado en 1895, que representa a Ribas dando indicaciones a unos jóvenes sobre el manejo de un fusil.